# Ruch Obywatelski i Republikański
Ruch Obywatelski i Republikański (fr. Mouvement républicain et citoyen, MRC) – francuska lewicowa partia polityczna, działająca od 1993.

## Ruch Obywatelski i Biegun Republikański
Partia jako Ruch Obywatelski (Mouvement des citoyens) została założona w 1993 z inicjatywy ministra Jeana-Pierre'a Chevènementa, który odszedł z Partii Socjalistycznej, sprzeciwiając się m.in. proeuropejskiej polityce jego ugrupowania. Ruch pod tą nazwą w ramach PS funkcjonował od 1992, w trakcie kampanii referendalnej jego liderzy opowiadali się za odrzuceniem traktatu z Maastricht.
Do MDC przystąpiło trzech posłów i jeden senator. W wyborach prezydenckich w 1995 partia poparła wspólnego kandydata lewicy, premiera Lionela Jospina. Dwa lata później w wyborach do Zgromadzenia Narodowego uczestniczyła we wspólnym lewicowym bloku, uzyskując siedem mandatów deputowanych. W nowym rządzie Jean-Pierre Chevènement objął urząd ministra spraw wewnętrznych, którego demonstracyjnie zrzekł się w 2000, sprzeciwiając się planom przyznania Korsyce większej autonomii. Rok wcześniej ruch wprowadził dwóch posłów do Parlamentu Europejskiego.
Lider MDC zadeklarował swój udział w wyborach prezydenckich w 2002. Na początku tego samego roku został utworzony Biegun Republikański (Pôle républicain), skupiający Ruch Obywatelski i kilka niszowych eurosceptycznych frakcji politycznych, które wsparły tę kandydaturę. W pierwszej turze Jean-Pierre Chevènement otrzymał ponad 5% głosów.
W wyborach do parlamentu w tym samym roku partia poniosła porażkę, startując samodzielnie i tracąc całą swoją reprezentację w Zgromadzeniu Narodowym.

## Ruch Obywatelski i Republikański
W dniach 25 i 26 stycznia 2003 odbył się kongres założycieli Ruchu Obywatelskiego i Republikańskiego, powstałego w oparciu o MDC i PR. Rok później partia wprowadziła kilkunastu przedstawicieli do rad regionalnych. W 2007 MRC poparł Ségolène Royal jako kandydatkę na urząd prezydenta. W wyborach parlamentarnych w tym samym roku jego przedstawiciele kandydowali z poparciem socjalistów. Jedynym posłem republikanów został Christian Hutin z departamentu Nord. W 2008 Jean-Pierre Chevènement został wybrany w skład Senatu. W kolejnych latach Ruch Obywatelski i Republikański kontynuował ścisłą współpracę z Partią Socjalistyczną. W wyborach parlamentarnych w 2012 kandydaci MRC uzyskali trzy mandaty w Zgromadzeniu Narodowym XIV kadencji. W 2017 do Zgromadzenia Narodowego z ramienia MRC został wybrany jeden poseł (ponownie Christian Hutin).
W listopadzie 2018 grupa działaczy doprowadziła do rozłamu w partii, reaktywując Ruch Obywatelski, na czele którego stanął Jean-Marie Alexandre.

## Ideologia
Ideologią ruchu skupionego wokół Jeana-Pierre'a Chevènementa stał się lewicowy wariant suwerenizmu – doktryny uznającej za najwyższą wartość suwerenność narodową. Z tego powodu ruch z jednej strony był formacją eurosceptyczną, z drugiej opowiadał się przeciw autonomiom regionalnym. Z uwagi na swój socjalistyczny i „narodowo-republikański” charakter jego profil (chevènementisme) na ogół określano jako lewicowy nacjonalizm lub lewicowy gaullizm.

## Przewodniczący
MDC (przewodniczący)
- 1992–1993: Max Gallo
- 1993–2001: Jean-Pierre Chevènement
- 2001–2002: Georges Sarre

MRC (pierwszy sekretarz)
- 2003–2004: Jean-Luc Laurent
- 2004–2008: Georges Sarre

MRC (przewodniczący)
- 2008–2010: Jean-Pierre Chevènement
- 2010–2024: Jean-Luc Laurent[5]